# Bart Huges
Bart Huges (23 avril 1934, 30 août 2004) est un bibliothécaire néerlandais partisan de la trépanation.
Recalé à l'examen de médecine de l'université d'Amsterdam, il développa l'idée qu'il fallait permettre d'évacuer le sang en excès dans le cerveau pour améliorer ses capacités mentales. Pour tenter de valider cette idée, il réalisa sur lui-même une trépanation en 1965.

## Publications
- Bart Huges, Brieven aan de Supermens. Amsterdam, Stichting Onafhankelijk Denken, 1982
- Charles Baudelaire, Over de wijn en de hasjiesj vergeleken als middelen om de individualiteit te vermenigvuldigen. Vert door Bart Huges. Amsterdam, Peter van der Velden, 1982.  (ISBN 90-6521-129-2)
- Bart Huges et Eveline van Dijk, Arnold Slak en de Slow Sisters op weg. Bevat ook: Ken uzelf - erken uw oude engrammen, Licht uit de put, Een wetenschappelijke sekte...?. 4 delen in 1 band. Amsterdam, Stichting onafhankelijk denken, 1979
- H.B. Huges, Leerboek van het hersenbloedvolume. Amsterdam, Foundation for Independent Thinking (F.I.T.), 1973
- Hugo Bart Huges, Suikergoed en marsepein. Amsterdam, Barbara Huges, 1968 ; Nieuwe verm. uitg. 1970 (Vertalingen in het Engels Frans en Duits).
- Bart Huges, De Collectie Samson van de Centrale Boekerij van het Koninklijk Instituut voor de Tropen. De geschriften, plakboeken en mappen van Ph. A. Samson (1902-1966), voornamelijk betrekking hebbende op Suriname, Amsterdam, Koninklijk Instituut voor de Tropen, 1968
- Bart Huges, Homo, sapiens correctus. Amsterdam, 1965